# 埃米莉·马丁
埃米莉·马丁（英語：Emily Martin，1979年5月9日—），澳大利亚女子赛艇运动员。她曾代表澳大利亚参加世界赛艇锦标赛，获得三枚金牌和二枚铜牌。她也曾参加2000年夏季奥林匹克运动会。